# Joe Satriani
Joseph Satriani (Westbury, 15 luglio 1956) è un chitarrista, compositore e cantautore statunitense, più volte candidato al Grammy Award.
All'inizio della sua carriera, Satriani ha lavorato come insegnante di chitarra. Molti dei suoi ex allievi hanno raggiunto la fama, come ad esempio Steve Vai, Larry LaLonde, Rick Hunolt, Kirk Hammett, Andy Timmons, David Bryson dei Counting Crows e Alex Skolnick.
Satriani è stato reclutato da Mick Jagger come chitarra solista per il suo primo tour da solista. Nel 1994, Satriani andò in tour con i Deep Purple. Come chitarrista ha collaborato con una serie di chitarristi durante il Tour G3, che ha fondato nel 1995. I suoi collaboratori G3 hanno incluso Vai, LaLonde, Timmons, Steve Lukather, John Petrucci, Eric Johnson, Yngwie Malmsteen, Brian May, Patrick Rondat, Paul Gilbert, Adrian Legg, Steve Morse, Guthrie Govan e Robert Fripp. Attualmente è il chitarrista per il supergruppo Chickenfoot.
Satriani ha utilizzato le proprie chitarre signature, le Ibanez JS Series, che vengono vendute nei negozi di musica di tutto il mondo. Ha inoltre collaborato con Vox per creare i propri wah, delay, overdrive e distorsori, nonché una collaborazione con Marshall Amplification per la creazione della propria testa signature series, il JVM410HJS.

## Biografia
I nonni paterni di Satriani erano di Piacenza e di Bobbio, mentre quelli materni di Bari; nel suo primo concerto italiano, tenuto a Trezzo sull'Adda, esordì con la frase «Buona sera a tutti, mi chiamo Giuseppe Satriani», confermando le proprie radici italiane.
Dopo aver ascoltato Jimi Hendrix, all'età di 14 anni inizia a suonare la chitarra. Nel 1978 inizia a dare lezioni di chitarra per mantenersi.

## Carriera

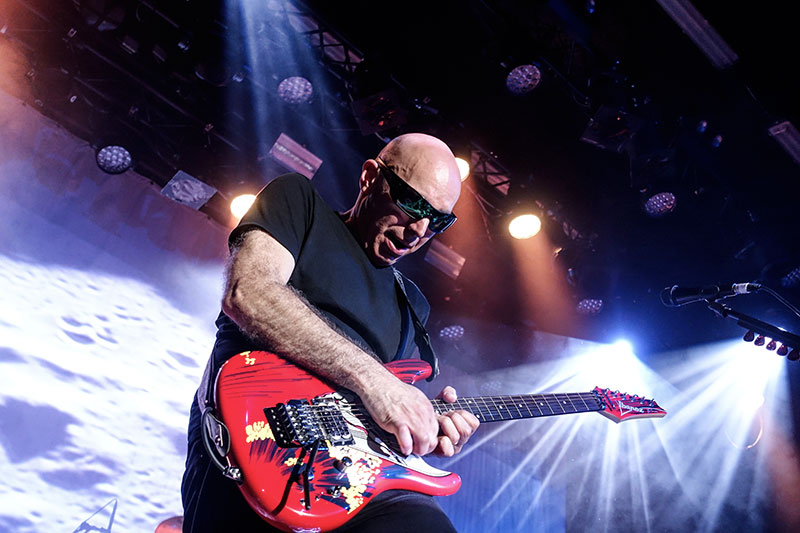
Satriani ad Aarhus nel 2016

Il suo primo vero album (Not of This Earth) viene pubblicato solo nel 1986, per di più in un primo momento finanziato direttamente dal chitarrista. Finalmente, grazie al suo ex alunno Steve Vai, troverà un accordo per la pubblicazione con la Relativity Records. Il successo arriva con il secondo album prodotto dalla stessa casa discografica e intitolato Surfing with the Alien, eletto poi miglior album chitarristico dell'anno, per il quale l'artista riceve il disco di platino. Intorno a quegli anni ha suonato in Italia con professori di musica classica e rock come Al Di Meola e Luca Accogli.
Nel 1988 Satriani viene chiamato da Mick Jagger a sostituire Jeff Beck come chitarrista per il suo primo tour senza i Rolling Stones. Dopo il tour, esperienza molto importante come dichiarerà lo stesso Satriani, realizza nello stesso anno il suo terzo album Dreaming #11 (con brani in studio e brani live) per il quale riceve il disco d'oro e l'anno successivo realizza un altro album Flying in a Blue Dream, dove in alcune tracce abbiamo anche la sua voce, seguito nel 1992 da The Extremist, a tutt'oggi il suo album più apprezzato dalla critica.
Nel 1993 pubblica Time Machine (disco live più disco in studio). Verso la fine del 1993 fino agli inizi del 1995 è con i Deep Purple per sostituire Ritchie Blackmore che aveva lasciato la band a metà di un tour; inoltre nel dicembre del 1994 registrerà con loro un brano in studio Purpendicular Waltz (le registrazioni di quell'album verranno concluse dai Deep Purple nell'estate del 1995 con il loro chitarrista definitivo Steve Morse). Agli inizi del 1995 dopo aver lasciato i Deep Purple pubblica Joe Satriani, album dal suono maggiormente blues e che si distacca dai suoi precedenti lavori. Nel marzo del 1998 Joe Satriani registra il suo ottavo album Crystal Planet. Nel 2000 esce l'album Engines of Creation con nette influenze di musica elettronica. Come dirà lo stesso Satriani, «non si può non considerare la musica dei Prodigy.»
Dal 1996 Satriani ha avviato il progetto G3, una serie di tour in cui si esibisce insieme a Steve Vai e altri chitarristi, che si alternano nel ruolo di terzo. 
Successivamente insieme a Satriani e Vai nel progetto G3 si alternano altri virtuosi della chitarra come Yngwie Malmsteen, John Petrucci, Robert Fripp, Paul Gilbert, Steve Morse. 
Il concerto prevede, di solito, una prima parte in cui ogni chitarrista propone pezzi propri, seguita da una jam in cui i tre danno libero sfogo alla propria verve improvvisando su pezzi molto famosi come Voodoo Child o Smoke On The Water. Durante la sua carriera Satriani ha anche collaborato con moltissimi altri artisti tra cui Blue Öyster Cult, Alice Cooper, Stuart Hamm, Pat Martino, Spinal Tap e Ian Gillan.
Nel 2009, insieme a Chad Smith dei Red Hot Chili Peppers, Sammy Hagar e Michael Anthony dei Van Halen, fonda il supergruppo Chickenfoot, pubblicando il proprio album di debutto in Europa il 5 giugno 2009 per l'etichetta earMusic (gruppo Edel). Nell'estate del 2010 entra in studio per registrare il suo tredicesimo album, che verrà pubblicato ad ottobre dello stesso anno con il titolo Black Swans and Wormhole Wizards.
Il 20 febbraio 2013 con un messaggio sul suo sito ufficiale annuncia l'uscita del quattordicesimo album, intitolato Unstoppable Momentum, anticipato il 9 aprile dal brano A Door Into Summer, uscito a maggio.
Il 12 maggio 2015 annuncia il quindicesimo album in studio Shockwave Supernova, anticipato dall'omonimo singolo. Nel 2017 collabora con il musicista tedesco Marco Minnemann in alcuni brani successivamente inseriti nell'album Borrego.
Nel 2025 ha formato, insieme a Steve Vai, la SatchVai Band.

## Vita privata
Satriani si professa cattolico, anche se raramente parla della propria fede. Sposato da oltre vent'anni, mai divorziato, ha espresso nei suoi dischi la sua sensibilità per i valori della famiglia, per esempio con Home, Always with me, always with you, Rubina, You saved my life e con i vari riferimenti a sua moglie, Rubina.

## Stile e influenze
Satriani è considerato un chitarrista tecnicamente abile, ed è stato indicato come un virtuoso della chitarra. Satriani conosce molte tecniche di chitarra elettrica, tra cui il legato, tapping a due mani e arpeggio intercettazioni, volume swells, armonici ed effetti whammy bar estremi. Durante i passaggi veloci, Satriani favorisce una tecnica legato (ottenuta principalmente attraverso hammer-on e pull-off) che produce frasi lisce e fluenti. Egli è anche abile in altre tecniche connesse alla velocità come la pennata alternata rapida e lo sweep picking. Satriani è stato influenzato da icone della chitarra blues-rock come Jimi Hendrix, Eric Clapton, Jimmy Page, Ritchie Blackmore e Jeff Beck, così come da chitarristi jazz fusion quali Allan Holdsworth. Satriani ha creato un proprio stile riconoscibile ed è un chitarrista influente. Satriani ha inoltre ricevuto 15 nomination ai Grammy e ha venduto oltre 10 milioni di album in tutto il mondo.

## Componenti della band
- Chris Chaney - chitarra
- Eric Caudieux - tastiera
- Allen Whitman - basso
- Kenny Aronoff - batteria

## Discografia

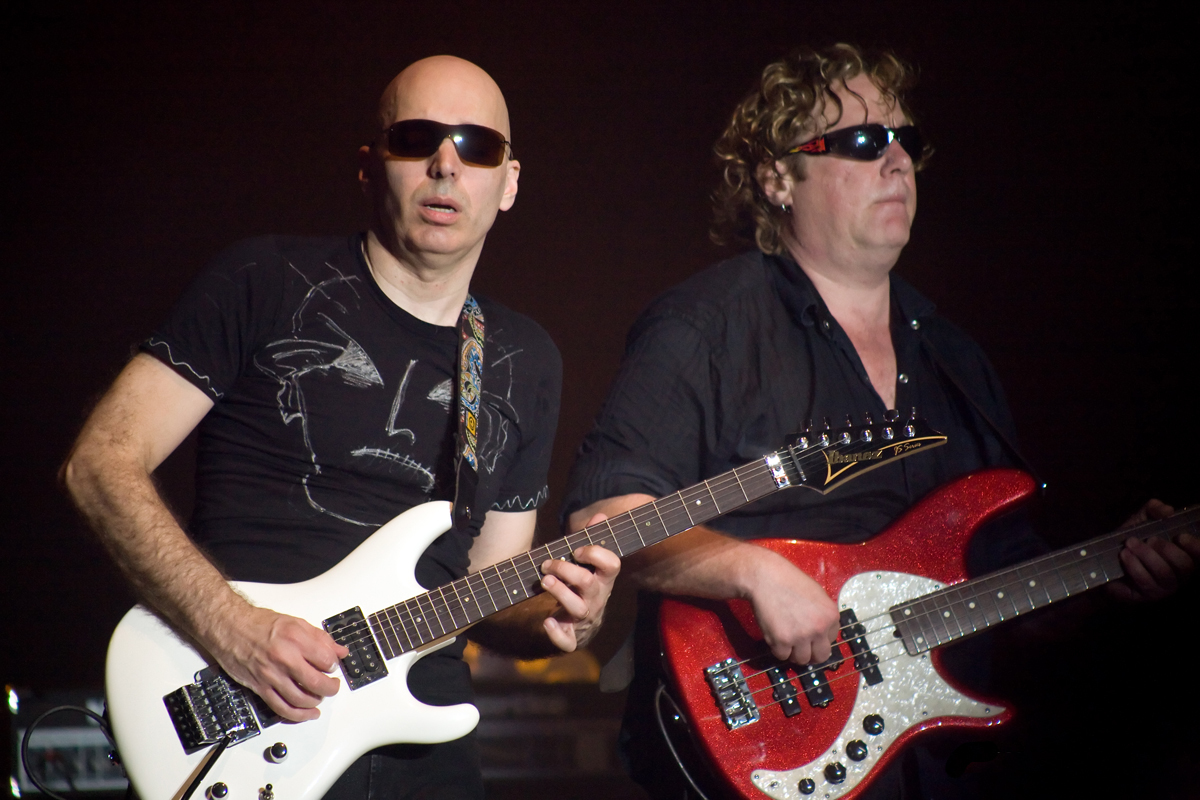
Joe Satriani con Stuart Hamm nel 2008

### Da solista

#### Album in studio
- 1986 – Not of This Earth
- 1987 – Surfing with the Alien
- 1989 – Flying in a Blue Dream
- 1992 – The Extremist
- 1993 – Time Machine
- 1995 – Joe Satriani
- 1998 – Crystal Planet
- 2000 – Engines of Creation
- 2002 – Strange Beautiful Music
- 2004 – Is There Love in Space?
- 2006 – Super Colossal
- 2008 – Professor Satchafunkilus and the Musterion of Rock
- 2010 – Black Swans and Wormhole Wizards
- 2013 – Unstoppable Momentum
- 2015 – Shockwave Supernova
- 2018 – What Happens Next
- 2020 – Shapeshifting
- 2022 – The Elephants of Mars

#### Album dal vivo
- 2001 – Live in San Francisco
- 2006 – Satriani Live!
- 2010 – Live in Paris: I Just Wanna Rock
- 2012 – Satchurated: Live in Montreal

#### Raccolte
- 1993 – The Beautiful Guitar
- 2003 – The Electric Joe Satriani: An Anthology
- 2005 – One Big Rush: The Genius of Joe Satriani
- 2008 – Joe Satriani Original Album Classics

#### Extended play
- 1984 – Joe Satriani
- 1988 – Dreaming #11
- 2000 – Additional Creations

### Con i G3
- 1996 – G3: Live in Concert[7] – Joe Satriani, Steve Vai, Eric Johnson
- 2003 – G3: Rockin' in the Free World[8] – Joe Satriani, Steve Vai, Yngwie Malmsteen
- 2005 – G3: Live in Tokyo – Joe Satriani, Steve Vai, John Petrucci

### Con i Chickenfoot
- 2009 – Chickenfoot
- 2011 – Chickenfoot III

### Con altri artisti
- 1989 – Stuart Hamm – Radio Free Albemuth (chitarra ritmica e solista)
- 1992 – Spinal Tap – Break like the Wind (chitarra solista in Break like the Wind)
- 2004 – Jordan Rudess – Rhythm of Time (chitarra solista nei brani "Screaming Head e Insectsamongus)
- 2006 – Ian Gillan – Gillan's Inn (chitarra solista in Unchain Your Brain)
- 2007 – Dream Theater – Systematic Chaos (voce narrante in Repentance)
- 2007 – John 5 – The Devil Knows My Name (chitarra solista in The Werewolf of Westeria)
- 2010 – Tarja – What Lies Beneath (chitarra in Falling Awake)
- 2018 – Metal Allegiance – Volume II: Power Drunk Majesty (chitarra solista in Power Drunk Majesty (Part II))
- 2020 – Ayreon – Transitus (chitarra solista)
- 2021 – The Beast of Nod – Multiversal (chitarra solista in Call of the Squirrel)

## Filmografia
- 2012 – Satchurated: Live in Montreal